# Phyllodes eyndhovii
Phyllodes eyndhovii är en fjärilsart som beskrevs av Vollenhoven 1858. Phyllodes eyndhovii ingår i släktet Phyllodes och familjen nattflyn. Inga underarter finns listade i Catalogue of Life.